# Murasaki Yamada
Murasaki Yamada (やまだ 紫, Yamada Murasaki, Tokio, 1948-Kioto, 5 mei 2009), geboren als Mitsuko Shiratori, was een Japans feministisch essayist, mangaka en dichteres. Haar werk werd gepubliceerd in het tijdschrift Garo. Frederik L. Schodt benoemt haar oeuvre als enorm belangrijk vanwege haar feministische boodschap, welke zeldzaam is in shojo manga. Yamada oefende een grote invloed uit op haar assistenten, Hinako Sugiura en Yoko Kondo.
Yamada maakte in 1969 haar debuut in het tijdschrift COM. Ze genoot een formele kunstopleiding alvorens zij mangaka werd. Haar werk wordt beschreven als picturale I romans. Ze gaf les aan de mangafaculteit van de Kioto Seika Universiteit. Ook was ze actief in de politiek.
Yamada overleed in een ziekenhuis te Kioto, dit op 5 mei 2009 op zestigjarige leeftijd. Haar doodsoorzaak werd niet publiekelijk bekendgemaakt.

## Oeuvre
Het oeuvre van Yamada bestaat onder andere uit:
- Ai no Katachi (愛のかたち)
- Blue Sky
- Otogizoshi
- Showaru-Neko
- Shin Kilali
- Yume no Maigo-tachi: Les Enfants Reveurs (met Yoko Isaka)

- CiNii: DA0431353X
- Gemeinsame Normdatei: 118344592X
- International Standard Name Identifier: 0000 0001 1515 0691
- Library of Congress Control Number: no2011025348
- Bibliotheek van het Japanse parlement: 00132580
- Nationale Bibliotheek van Israël: 987007342800505171
- Système universitaire de documentation: 103539700
- Virtual International Authority File: 167845569
- WorldCat: E39PBJp9pQpHFhmVbM3pGVWRrq